# 勒法夫里勒 (厄尔-卢瓦省)
勒法夫里勒（法語：Le Favril，法語發音：[lə favʁil]）是法国厄尔-卢瓦省的一个市镇，属于沙特尔区。该市镇总面积23.8平方公里，2009年时的人口为325人。

## 人口
勒法夫里勒人口变化图示